# Bärgning

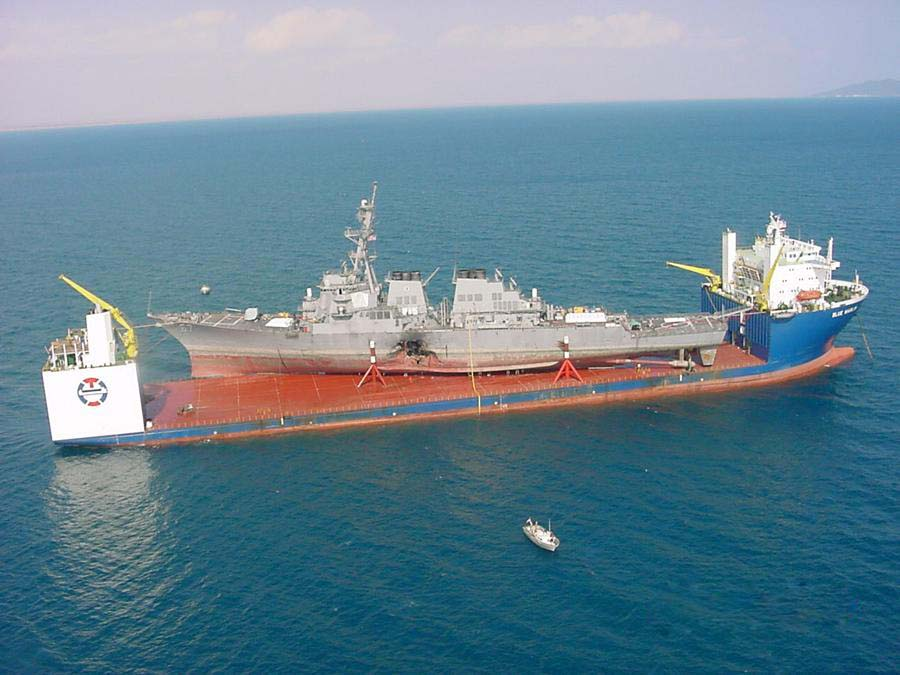
USS Cole (DDG-67) bärgas av MV Blue Marlin.

Bärgning är att transportera en havererad farkost eller fordon, eller en del av en farkost/fordon eller dess last till säkerhet. Uttrycket används både till sjöss och till lands.

## Till land och till sjöss

### Bärgning på land
Bärgning på land görs av bärgningsfordon. Det handlar ofta om att bogsera ett fordon med motorhaveri till verkstad för reparation.

### Bärgning till sjöss
Bärgning till sjöss, sjöbärgning, kan i sin enklaste form handla om att bogsera en båt som fått motorstopp. Det kan också vara så invecklat som att bärga ett sjunket vrak från havsbottnen. Vid bärgning kan av den eller de som utfört uppdraget begära skälig bärgarlön av last samt farkost.